# Ruïnes romanes de Milreu
Les Ruïnes romanes de Milreu o Ruïnes d'Estoi són un important conjunt arqueològic a Estoi, al municipi de Faro, a Portugal. Es compon per la important villa romana de Sambada o Sambata, amb termes annexes, i diversos edificis del voltant, incloent-hi un temple, mausoleus i estructures industrials i comercials. També inclou una casa del segle xvi, construïda damunt de les ruïnes. Les ruïnes són famoses per les termes, pel temple i pels panells de mosaics. La villa fou habitada des del segle I i va sofrir grans obres de modificació en els segles següents, mentre que el temple romà, construït al segle IV, va ser posteriorment aprofitat per les religions cristiana i musulmana. Considerat un dels més importants conjunts arqueològics del període romà a Portugal, foren classificades com a Monument Nacional el 1910. El conjunt arqueològic inclou un centre d'interpretació, per a suport i informació dels visitants.

## Descripció

### Situació
El complex de Milreu és junt al turó del Guelhim, al marge esquerre del riu Sec, a la Serra de Monte Figo. La villa fou construïda en un turó petit, que a l'oest tenia algunes deus d'aigua. A l'altre marge del riu Sec devia passar una important carretera romana d'Ossonoba (Faro) a Pax Julia (Beja), que possiblement connectava la villa per un camí amb pont sobre el riu, tal vegada al lloc del modern pont. El carrer que dividia el conjunt de Milreu formaria part d'aquest camí, assegurant bons accessos entre la villa i altres centres de producció de la zona, sobretot per a la important ciutat portuària d'Ossonoba. L'escriptor romà Columel·la esmenta la instal·lació d'aquesta colònia agrícola en la seua obra Res Rustica.
És dins la freguesia d'Estoi, part del municipi de Faro, a l'Algarve, en una zona coneguda com el Barrocal.

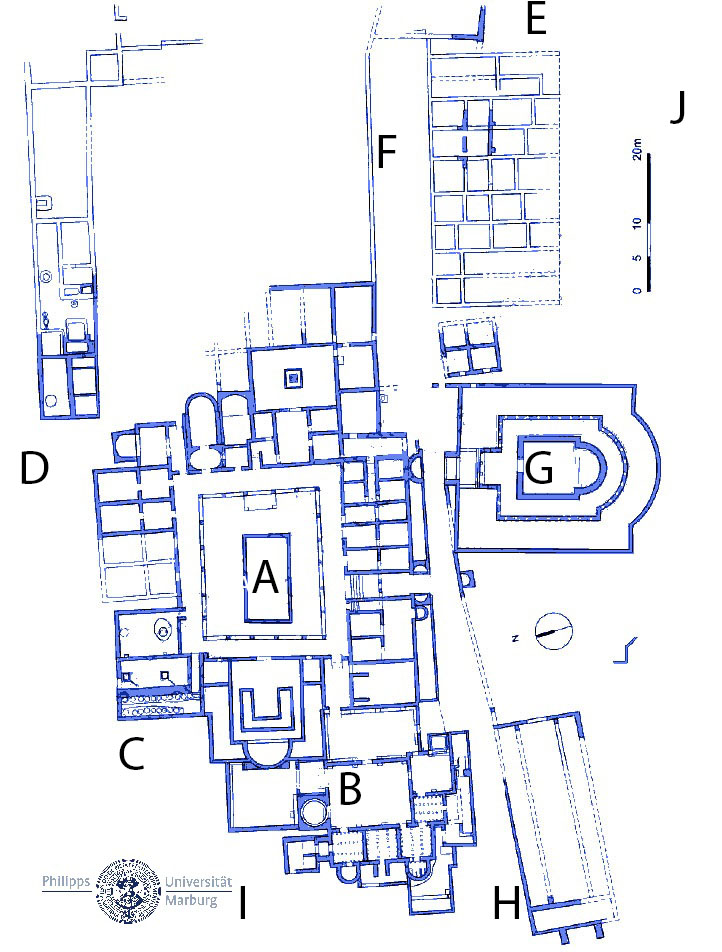
Plànol urbà de Milreu, excloent-ne la casa siscentista construïda damunt les ruïnes. A - edifici residencial; B - termes; C - trull d'oli; D - celler; I - mausoleu; F - habitacions per a treballadors; G - temple; H - edifici comercial; I - zona enjardinada

Estácio da Veiga, que va fer les primeres investigacions arqueològiques de Milreu, va descriure les ruïnes i les troballes de la rodalia: «on és a la vista la famosa catedral d'Ossonoba […] vaig descobrir un opulent edifici balneari amb 58 compartiments, cases d'habitació, tallers industrials, carrers, canalitzacions, i en l'ombra del turó de Guelhim el cementeri de la ciutat romana, totalment separat dels monuments cristians que envoltaven el majestuós temple, d'ordre corinti, en els seus dos claustres circumdants i fins envaïren la mateixa catedral. […] En el pla inferior al dels paviments d'aquests nobilíssims edificis amb preciosos mosaics i fonaments dels seus murs de marbre i pòrfir estaven els assentaments d'altres de més antics, que usaven instruments de pedra.».

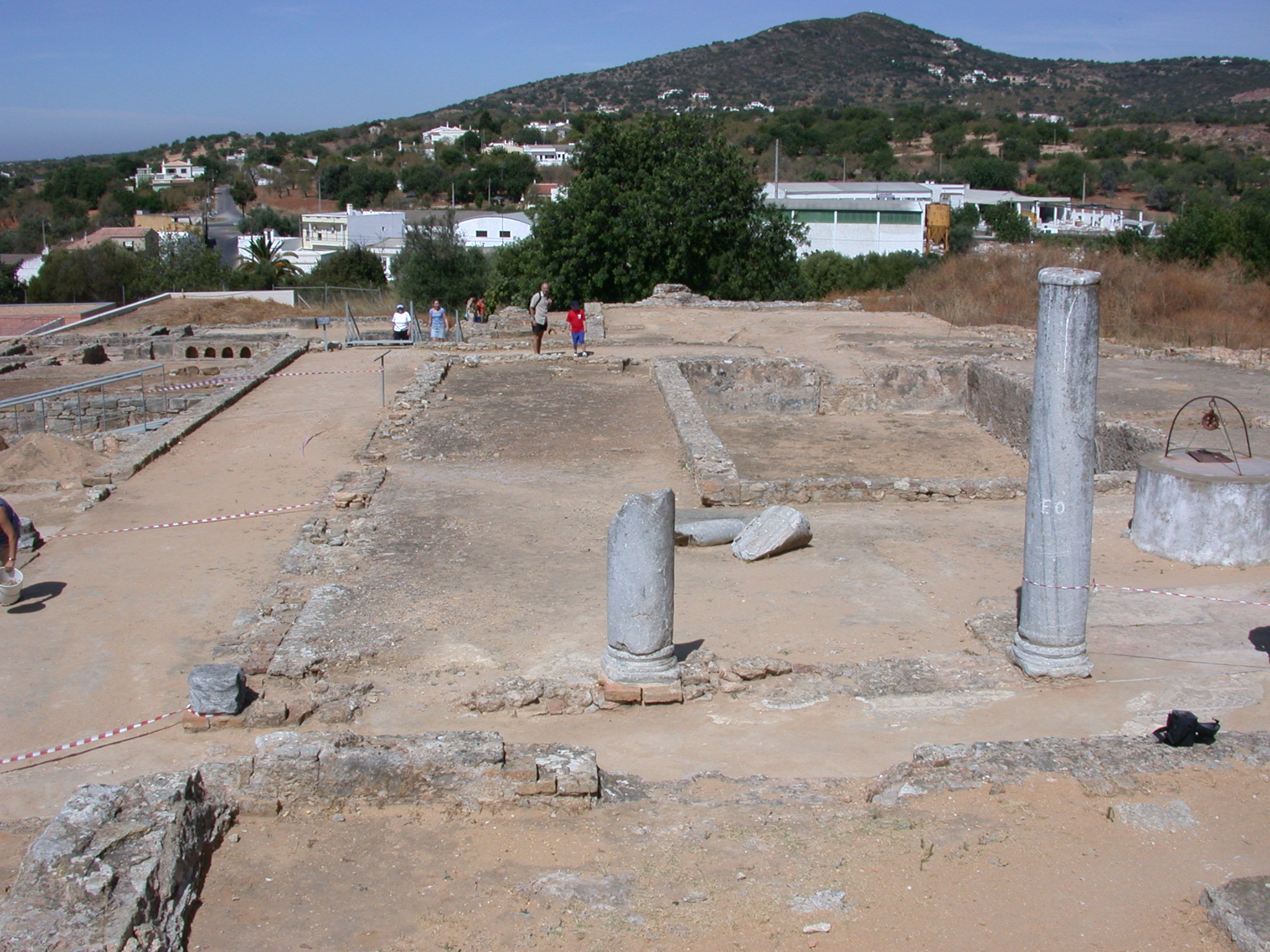
Vista general de l'atri, amb el impluvium envoltat de passeigs, a la dreta un pou i la resta de dues columnes. A l'altre costat de l'atri era el triclini, i al fons a l'esquerra les termes. Darrere dels arbres és el poble actual de Sambada

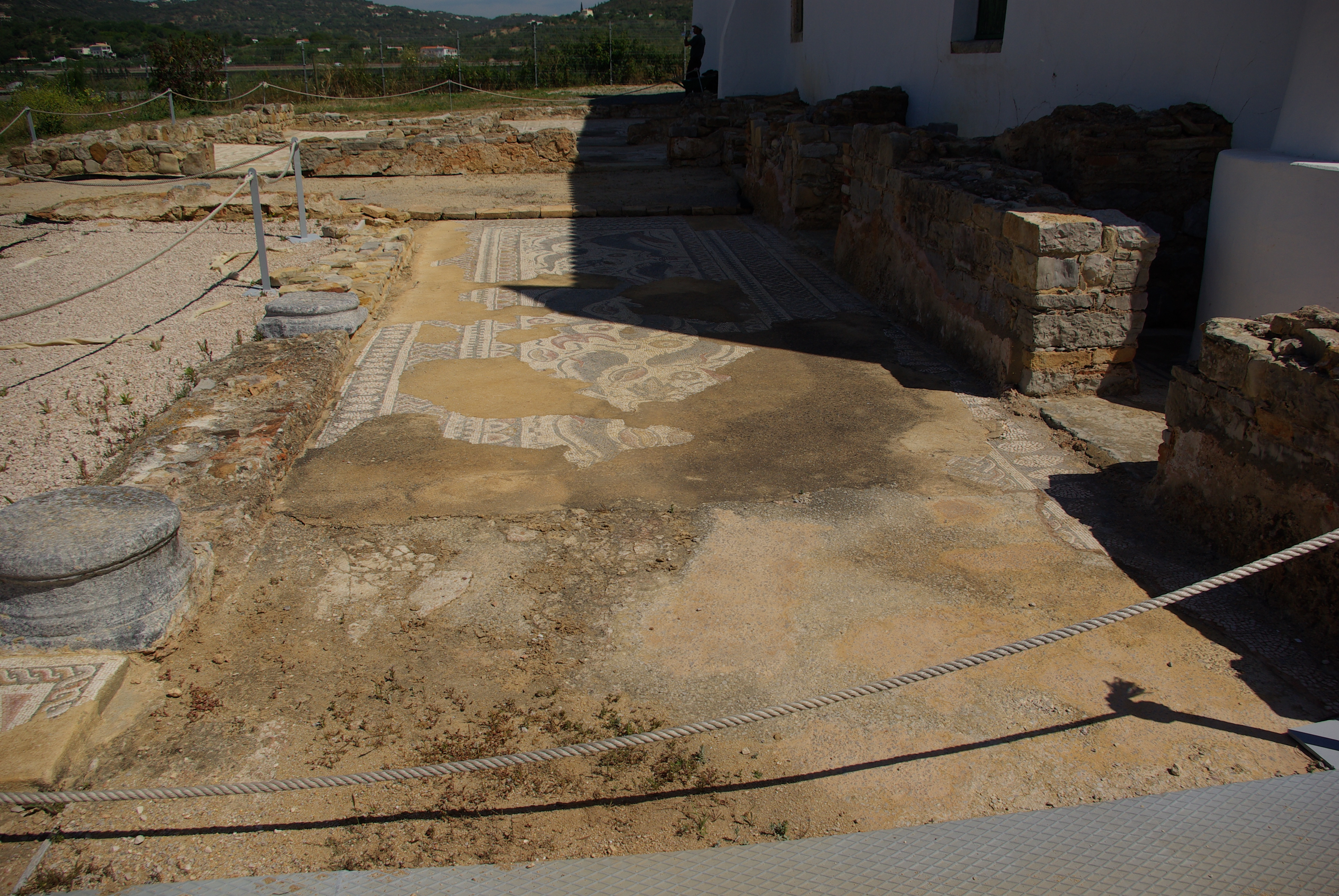
Zona oriental del peristil, mostrant una catifa de mosaics amb escenes marines

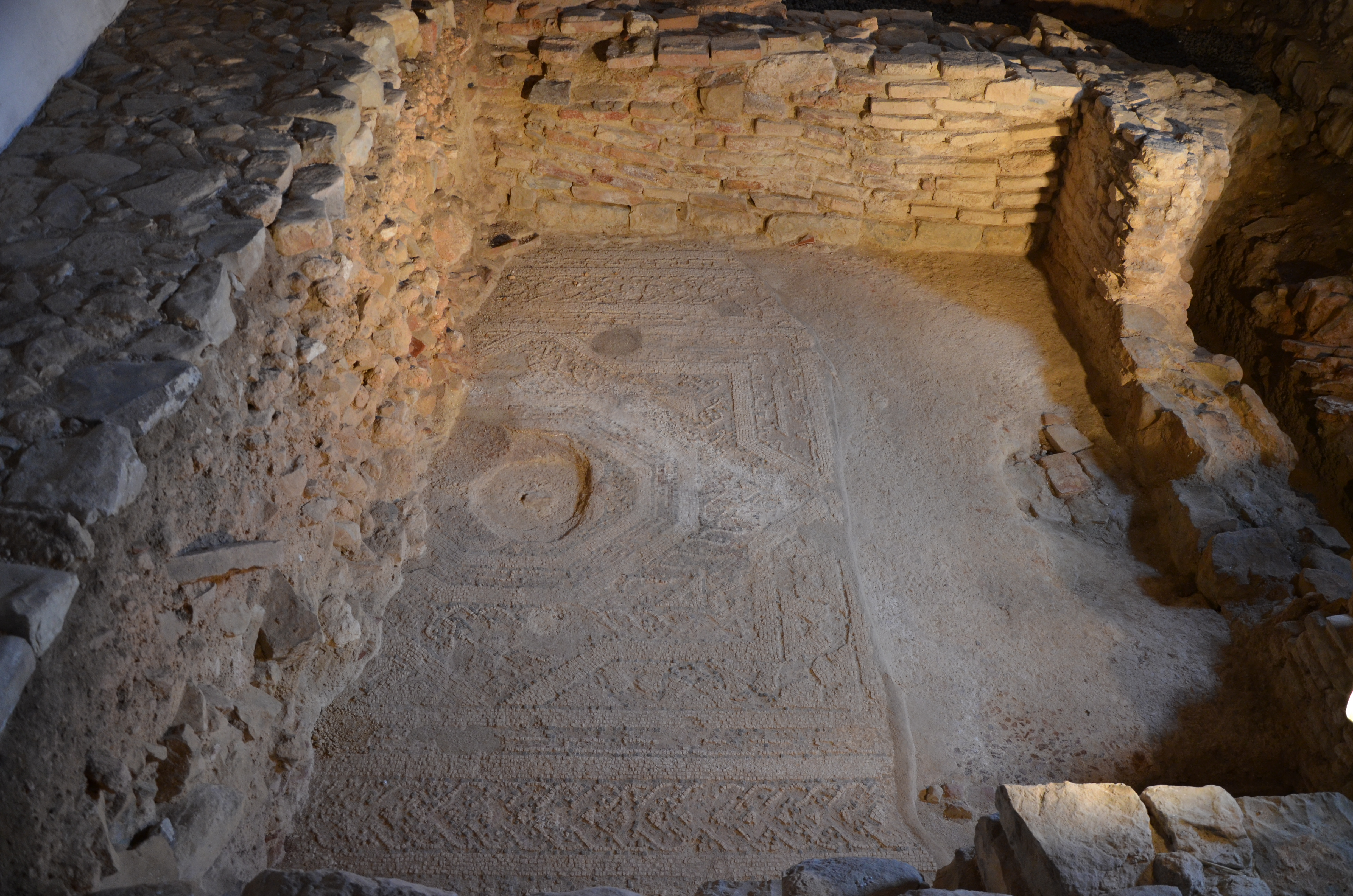
Interior d'una de les sales sobre les quals es construí la casa rural

#### Casa romana
El conjunt residencial de Milreu era de grans dimensions, i incloïa un gran nombre de sales. Davant la porta principal (ianua) hi havia un espai flanquejat per dos tancs semicirculars al costat sud, que originàriament estaven coberts per cúpules de mitges esferes. Després hi havia una sala, el vestíbul (vestibulum), que els darrers anys fou subdividit i tenia el terra decorat amb mosaics geomètrics. Després hi havia un corredor (prothyrum), amb un tram d'escales que va ser posteriorment cobert amb una rampa, per véncer la diferència d'alçada de la zona residencial.
La porta donava accés a l'atri (atrium) o peristil (peristilum), un pati al voltant del qual es construïa la casa, i que donava accés a la major part de les divisions, incloent-hi algunes cambres (cubicula), algunes per a visitants, un triclini (triclinium), i sales d'estar. L'atri, d'estil corinti (corinthium), era de forma rectangular i tenia arcades amb cobertura de teula. Feia 24,30 x 28 m, i les galeries tenien una amplària de 3 m. Enmig hi havia un estany on podrien viure peixos, i probablement un jardí. Les columnes eren de marbre gris i l'espai entre elles, de prop d'un metre d'amplària, estava ornat amb galeries també de marbre. Dues bases de columnes, en maons segmentats, presenten encara vestigis d'estuc pintat. El costat major del peristil tenia vuit columnes, i el menor sis. A l'atri també hi havia un pou d'aigua potable (puteus). La galeria nord del peristil estava ricament decorada amb un motiu de peixos i altres animals marins. El sòl del peristil també estava decorat amb mosaics acolorits, que representaven formes geomètriques i motius marins. Normalment a l'atri se situava l'altar dels déus de la casa, els Penats, que eren adorats per la família. En aquest sentit, can Milreu es desvia de la tradició romana, perquè el peristil se situa en una divisió pròpia, en la part posterior de l'edifici. El subministrament d'aigua per a les termes es feia amb l'impluvium, un tanc central a l'atri que guardava l'aigua de la pluja, que era alimentat per un gran magatzem (dividiculum), que també s'usava com a piscina (piscina natalis).

#### Termes
La presència de termes és una cosa comuna en les antigues construccions romanes, doncs s'usaven en els rituals diaris dels ciutadans. S'utilitzaven per a la salut i higiene, i com a espai de convivència, diversió i exercici. Els balnearis eren freqüentats tant per homes com dones, adults i xiquets: alguns n'eren mixts, mentre que altres, com el de Milreu, eren separats per sexes. Les termes de Milreu van ser construïdes a l'oest, com recomanava Vitruvi, per aprofitar la llum del sol ponent.

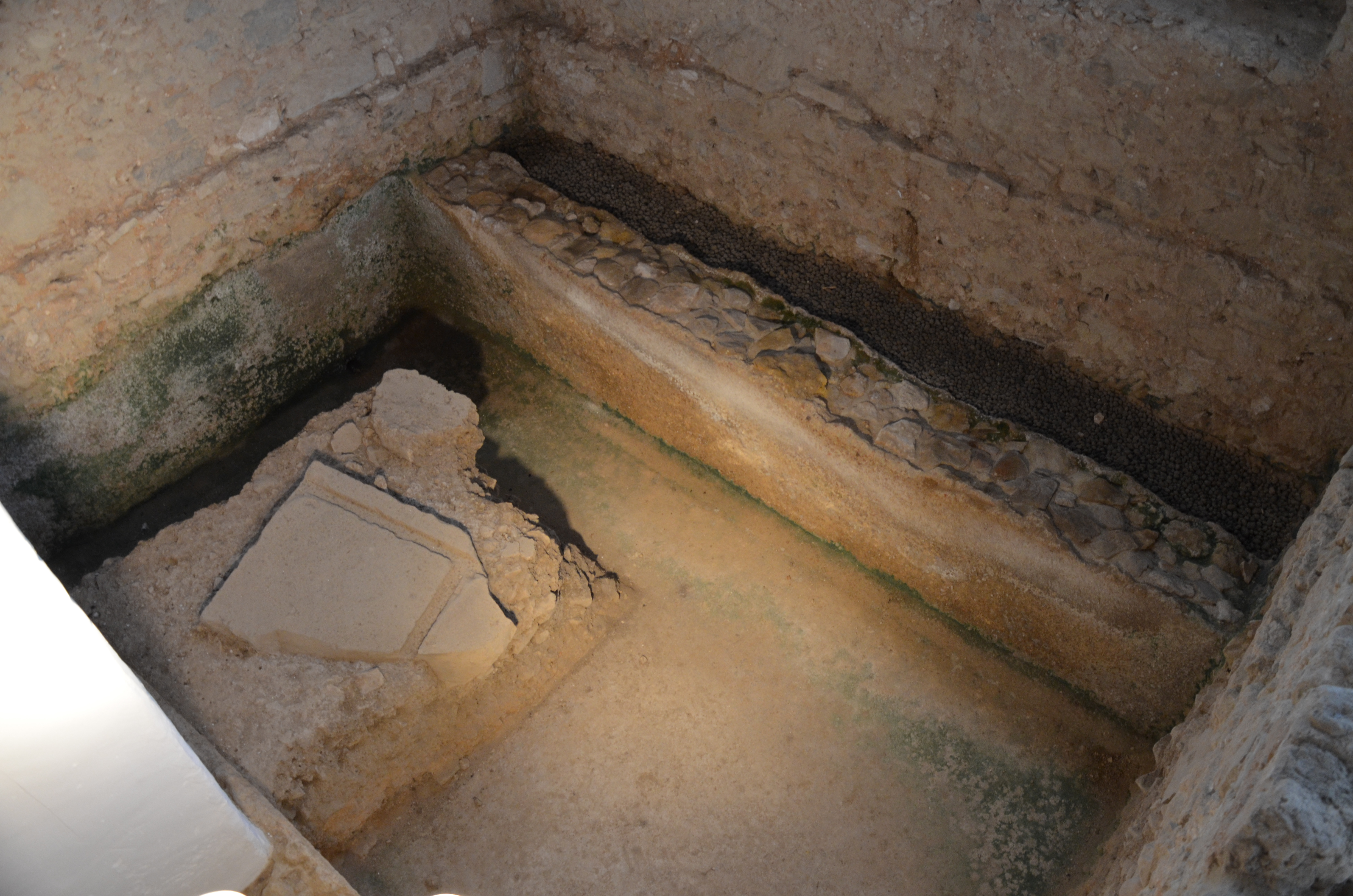
Antic trull de vi, dins la casa rural

#### Residència dels serfs i necròpolis
Per a les funcions domèstiques, la villa romana típica explotava serfs i esclaus, coneguts com a familia rustica, a més de treballadors temporals. En el mapa de Milreu elaborat per Estácio da Veiga al 1877, hi ha una agrupació de petites habitacions, situat al llarg de la carretera, a l'est del conjunt residencial, que probablement serien les residències dels treballadors.
Com era costum en les villae romanes, les sepultures es col·locaven prop de la residència principal però fora del seu perímetre: s'hi han trobat dos edificis funeraris i algunes zones per a soterraments. Aquests edificis estaven situats a l'est de la villa, i van ser construïts en argamassa; un en té una sala subterrània amb nínxols, on eren col·locades les urnes amb les cendres. Això demostra que a la villa de Milreu es practicava la cremació, molt difosa en la civilització romana durant els primers segles de la nostra era. També s'excavà una necròpoli al turó del Guelhim, a l'altre marge del riu Sec, on es trobà un gran nombre de sepultures, tres amb noms grecs, que poden haver pertangut a esclaus. Van ser igualment trobades sepultures al sud-oest de les termes, probablement de finals del domini romà, o posteriors.

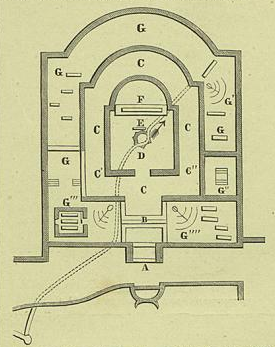
Esquema del Temple Romà, durant les primeres excavacions. A - entrada; B - graons; C - claustre superior; i, laterals del claustre superior amb columnes; D - bapstisteri; I - sepultura folrada de rajola ; F - paret amb ossari; G - claustre inferior; - sepultura amb joies femenines; - piscina baptismal sobre sepultures; G - llit de marbre; - sepultura amb esquelet

#### Temple
L'edifici més important de les ruïnes de Milreu és el temple, que presenta una forma períptera. L'estructura de l'edifici és comuna en els edificis construïts a finals de l'Imperi romà; hi ha edificis de forma semblant a Quinta do Marim, a Olhão, i a la Vila romana de Sâo Cucufate, a l'Alentejo. El temple tenia prop de 32,50 m en l'eix longitudinal, de nord-nord-oest a sud-sud-oest, mentre que l'eix transversal feia aproximadament 25 m, i ocupava una àrea superior a 800 m². Al seu punt més elevat, les voltes, l'edifici presenta una altura superior a 10 m. Segons Estácio da Veiga, l'edifici estava «construït en dos paviments, determinats per dos claustres que el circumden, un en un pla inferior, altre en un pla superior adjacent al cos central, i els tres cossos són perfectament paral·lels entre si». La volta estava decorada amb tessel·les d'or.
En una de les columnes es trobaren inscripcions d'origen musulmà, amb cal·ligrafia del segle ix, on es demana a Al·là misericòrdia envers els membres morts de la família muladí Alhami (traduïda com de les caldes), que comprén almenys quatre generacions.
Els murs del claustre inferior estaven ricament decorats amb mosaics, que representaven éssers relacionats amb la mar, com peixos, mol·luscs i monstres marins. Un dels éssers mitològics sembla un centaure marí, motiu que també va ser trobat a la Casa dos Repuxos, a Conímbriga. A l'oest del claustre inferior hi havia un ossari en forma de piscina, amb tres graons interns, on aparegueren vestigis del cadàver d'un jove. Aquest ossari l'identificà l'arqueòleg Felix Teichner com una piscina baptismal, i està construït sobre sepultures també cristianes: això denota que la piscina s'instal·là durant el període posterior a la cristianització de l'edifici. Dintre del claustre també hi havia una divisió amb un terra cobert de marbre polit, on hi havia tres cadàvers en mal estat de conservació. També va ser trobat un cadàver en bon estat a la banda dreta del claustre inferior. El cos central del temple estava revestit, a l'exterior, amb filades horitzontals de rajola, mentre que la zona del fons, en semicercle, era de grosses parets, que feien 6,80 m.